# Subsecretaría de Educación
La Subsecretaría de Educación, Formación Profesional y Deportes de España es el órgano directivo del Ministerio de Educación, Formación Profesional y Deportes que gestiona los servicios comunes del Departamento, ejerce la superior dirección de los recursos humanos, asume la gestión económica y presupuestaria, administra las infraestructuras, así como garantiza su conservación y seguridad, desarrolla la política digital y presta asesoramiento técnico-jurídico a los órganos del Ministerio.

## Historia

### Inicios
La Subsecretaría se creó por Real Decreto de 18 de abril de 1900 que desarrollaba la Ley de Presupuestos de 1900 que creó el Ministerio de Instrucción Pública y Bellas Artes a partir de las competencias educativas que por aquel entonces poseía el Ministerio de Fomento. El primer subsecretario fue Guillermo Rancés y Esteban, v marqués de Casa LaIglesia, nombrado el 21 de abril.
El Reglamento de régimen interior, aprobado por Real Orden de 1 de junio de 1900, reorganizaba la Subsecretaría en cuatro secciones y ocho negociados. Sus cuatro Secciones eran: Universidades e Institutos; Primera Enseñanza y Escuelas Normales; Bellas Artes; y Construcciones Civiles y Escuelas Especiales. Los ocho Negociados que formaban parte de la Subsecretaría eran: Personal, Archivos, Contabilidad, Habilitación, Registro General, Telégrafo y Teléfono, el Archivo General, el Registro de la Propiedad Intelectual y el de Depósito de Libros.
El Real Decreto de 1918, organizaba la subsecretaría de la forma siguiente: Sección 1ª Central, con tres negociados: Personal, Cancillería y Habilitación de personal y material. Sección 2ª. Contabilidad y Presupuestos, con cuatro Negociados: Gastos de Primera Enseñanza, Nóminas; Obras- Ejercicios cerrados; Material; y Teneduría de libros. Habilitación. Asuntos generales. Sección 3ª. Codificación, Estadística y Títulos, con tres Negociados con esas mismas denominaciones. Sección 4ª. Información y Publicaciones, con tres Negociados: Registro General; Oficina de Información; y Publicaciones y Biblioteca del Ministerio. Sección 5ª. Fundaciones de enseñanza, con tres Negociados: Investigaciones de bienes; Inspección de Fundaciones; y Estadística de Fundaciones. Sección 6ª. Enseñanza Superior, con tres Negociados: Profesorado de Universidades; Asuntos Generales de enseñanza. Alumnos; y otros Centros de enseñanza superior y Junta de Ampliación de Estudios. Sección 7ª, Enseñanza técnica y secundaria, con tres Negociados: Profesorado numerario; Profesorado especial, auxiliar y ayudantes; y Alumnos y asuntos generales. Sección 8ª. Enseñanzas especiales, con tres Negociados: Artes e Industrias; Comercio y Náutica; y otras Escuelas.

### Dictadura de Primo de Rivera
Con el Directorio Militar de Primo de Rivera, la subsecretaría comprendía nueve Secciones: Central; Contabilidad y Presupuestos; Codificación, Asociaciones, Títulos y Legislación especial de estudios hechos en el extranjero; Fundaciones benéfico-docentes y Becas; Publicaciones, Estadística e Informaciones de Enseñanza; Habilitación; Enseñanza Universitaria y Superior; Segunda Enseñanza; y Enseñanzas Especiales.
Constituido el Directorio Civil de Primo de Rivera, se suprimieron las subsecretarías por Real Decreto de 4 de diciembre de 1925, cuyas funciones pasaban a ser asumidas directamente por los ministros, aunque muchas de sus secciones por orden del ministro de Instrucción Pública, Eduardo Callejo de la Cuesta, pasaron a la nueva Dirección General de Enseñanza Superior y Secundaria.

### Final del reinado de Alfonso XIII, segunda república y franquismo
En abril de este mismo año de 1930, por Real decreto de 5 de abril, se restablece la Subsecretaría con todas las funciones que tenía antes de su supresión en diciembre de 1925. Pasan a depender de la Subsecretaría los servicios de la Enseñanza Universitaria, Segunda Enseñanza y los de las Escuelas Superiores, profesionales y especiales que no dependían de las Direcciones Generales de Primera Enseñanza y de Bellas Artes. En la Subsecretaría se refunden los servicios de la Dirección General de Enseñanza Superior y Secundaria, cuya denominación desaparece.
La Formación y perfeccionamiento profesional, así como el Instituto de Reeducación Profesional, que dependían del Ministerio de Trabajo y Previsión, pasan a depender del Ministerio de Instrucción Pública por Decreto de 19 de septiembre de 1931, encargándose de su gestión con carácter transitorio la Comisión de Formación Profesional, dependiente de la Subsecretaría. Las perderá en febrero de 1932 cuando pasan a la Dirección General de Enseñanza Profesional y Técnica, y en diciembre de 1932, por Decreto del día 30, se crea la Inspección General de Segunda Enseñanza, dependiendo de esta Subsecretaría.
La Oficialía Mayor del Ministerio de Instrucción Pública y Bellas Artes se crea por Decreto de 13 de septiembre de 1935, que entre sus funciones estaba la de sustituir al subsecretario en su ausencia, enfermedad o vacante. El Decreto de 26 de noviembre reorganiza los servicios centrales del Ministerio estructurando la subsecretaría a través de la Oficialía Mayor y dieciocho Secciones, siendo éstas: Personal, Contabilidad y presupuestos, Enseñanza Universitaria y Superior, Segunda Enseñanza, Enseñanzas Especiales, Enseñanzas Artísticas, Formación Profesional, Ingenieros Civiles; Archivos, Bibliotecas y Museos; Fomento de las Bellas Artes; Tesoro Artístico; Fundaciones benéfico-docentes; Becas; Títulos; Edificios y Obras; Publicaciones; Habilitación General; y Registro General. De la Subsecretaría dependían directamente el Instituto Geográfico, el Observatorio Astronómico, la Asesoría Jurídica, el Archivo General, la Secretaría Técnica, y la Junta de compras.
Durante la Guerra Civil, cada bando tuvo sus ministerios y, tras esta, prevaleció el bando sublevado, con el Ministerio de Educación Nacional. En febrero de 1938, el gobierno franquista nombró subsecretario de Educación Nacional a Alfonso García Valdecasas. En 1966, pasa a denominarse Ministerio de Educación y Ciencia. Esta denominación perdura hasta 1979.

### Democracia
Los primeros años de la democracia mantuvieron la estructura del Ministerio con pequeñas variaciones, pero a partir de 1979 empezaron diversos cambios. Entre 1979 y 1981 se denominó Subsecretaría de Educación, brevemente en 1981 se denominó Subsecretaría de Educación y de Universidades e Investigación, entre 1981 y 1996 se volvió a Educación y Ciencia, de 1996 a 2000 a Subsecretaría de Educación y Cultura, de 2000 a 2004 "Educación Cultura y Deporte", entre 2004 y 2008 de nuevo Educación y Ciencia, de 2008 a 2009 Subsecretaría de Educación, Política Social y Deporte, simplemente "de Educación" entre 2009 y 2011 y de nuevo a Subsecretaría de Educación Cultura y Deporte entre 2011 y 2018. Entre 2018 y 2023 fue la Subsecretaría del Ministerio de Educación y Formación Profesional y, desde 2023, del Ministerio de Educación, Formación Profesional y Deportes.
En 2020, se creó una nueva subdirección general que asumió las funciones de la Oficialía Mayor con respecto a la gestión económico-financiera.

## Estructura y funciones
Dependen de la Subsecretaría los siguientes órganos, a través de los cuales ejerce sus competencias:
- La Secretaría General Técnica.
- La Oficina Presupuestaria, a la que la corresponde realizar los estudios e informes sobre aquellos actos y disposiciones con consecuencias económico finaniceras; diseñar, ejecutar y supervisar el presupuesto ministerial; y coordinar el uso de fondos europeos.
- La Oficialía Mayor, responsable del régimen interior de los servicios centrales del Departamento y la conservación, reparación y reforma, intendencia, funcionamiento y seguridad de los edificios en los que dichos servicios tengan su sede; la formación y la actualización del inventario de los bienes muebles de aquellos, así como el equipamiento de las unidades administrativas del Departamento, sin perjuicio, en su caso, de la colaboración con la Gerencia de Infraestructuras y Equipamientos de Cultura.
- La Subdirección General de Personal, a la que le corresponde la elaboración, desarrollo, gestión y supervisión de la política de personal del Departamento, incluyendo lo relativo a selección de personal, provisión de puestos, formación y relaciones con sindicatos y otras asociaciones representativas. Asimismo, gestiona el personal docente del Departamento y actúa como unidad de inclusión del personal con discapacidad.
- La Subdirección General de Tecnologías de la Información y Comunicaciones, a la que le corresponden las funciones en materia de transformación digital, tecnologías de la información y comunicaciones, administración digital y seguridad informática. Asimismo, coordina y supervisa la política de adquisición de material e infraestructura informática.
- La Subdirección General de Gestión Económica y del Fondo Social Europeo, a la que le corresponde la gestión económica y financiera del Departamento; lo relativo a contratación pública; pagaduría; y gestión de programas cofinanciados por la Unión Europea.
- El Gabinete Técnico, como órgano de apoyo y asistencia inmediata al Subsecretario.
- La Inspección General de Servicios, a la que corresponde la ejecución de los programas de inspección de los servicios departamentales, la evaluación del funcionamiento de las unidades dependientes o adscritas al Departamento, el mantenimiento de la información contenida en el Sistema de Información Administrativa, y la coordinación de las actividades vinculadas con las evaluaciones de las políticas públicas de competencia del Departamento en apoyo del Instituto para la Evaluación de Políticas Públicas del Ministerio de Economía, Comercio y Empresa, de acuerdo con el plan de evaluaciones de políticas públicas que apruebe el Consejo de Ministros, así como las demás funciones atribuidas en la normativa vigente.

### Órganos adscritos
- La Abogacía del Estado en el Ministerio.
- La Intervención Delegada de la Intervención General de la Administración del Estado.

## Presupuesto
La Subsecretaría del Ministerio de Educación y Formación Profesional tiene un presupuesto asignado de 372 532 330 € para el año 2023. De acuerdo con los Presupuestos Generales del Estado para 2023, la Subsecretaría participa en siete programas:
| Nº Programa                           | Programa | Dotación      | Ref.   |
| ------------------------------------- | --- | ------------- | ------ |
| 321M                                  | Dirección y Servicios Generales de Educación y Formación Profesional                                           | 65 815 890 €  | [ 11 ] |
| 321M                                  | Dirección y Servicios Generales de Educación y Formación Profesional a través de la Secretaría General Técnica | 6 119 260 €   | [ 11 ] |
| 322A                                  | Educación Infantil y Primaria                                                                                  | 178 677 710 € | [ 12 ] |
| 322B                                  | Educación Secundaria, Formación Profesional y Escuelas Oficiales de Idiomas                                    | 92 277 660 €  | [ 13 ] |
| 322E                                  | Enseñanzas artísticas                                                                                          | 4 459 140 €   | [ 14 ] |
| 322G                                  | Educación compensatoria                                                                                        | 2 078 060 €   | [ 15 ] |
| 322L                                  | Inversiones en centros educativos y otras actividades educativas                                               | 21 400 610 €  | [ 16 ] |
| 000X                                  | Transferencias y libramientos internos                                                                         | 1 704 000 €   | [ 17 ] |
| Total presupuesto de la Subsecretaría | Total presupuesto de la Subsecretaría                                                                          | 372 532 330 € |        |

## Lista de subsecretarios
Esta es una lista de todos los titulares de la subsecretaría de Educación desde 1900. Se incluyen en cursiva a quien la ejerció de forma interina. Las fechas no son las del decreto de nombramiento, sino las de su publicación en el boletín.

### Instrucción Pública y Bellas Artes
- Guillermo Rancés y Esteban (21 de abril de 1900-9 de marzo de 1901)
- Federico Requejo Avedillo (9 de marzo de 1901-11 de diciembre de 1902)
- Guillermo Rancés y Esteban (11 de diciembre de 1902-25 de octubre de 1904 )
  - Alejandro de Castro y Fernández de la Somera. Interino.
    - Del 11 de agosto a 10 de septiembre de 1903.
    - Del 4 al 8 de marzo de 1904.
    - Del 7 de julio a 17 de septiembre de 1904.
- Alejandro de Castro y Fernández de la Somera. Interino por fallecimiento de Rancés del 25 de octubre al 20 de diciembre de 1904.
- Pedro de Govantes y Azcárraga (20 de diciembre de 1904-28 de junio de 1905)
- Martín Rosales y Martel (28 de junio de 1905-22 de junio de 1906)
- Alejandro Rosselló (22 de junio de 1906-13 de julio de 1906)
- José Joaquín Herrero y Sánchez (13 de julio de 1906-28 de enero de 1907)
  - Alejandro de Castro y Fernández de la Somera. Interino del 14 al 22 de agosto de 1906.
- César Silió y Cortés (28 de enero de 1907-31 de octubre de 1909)
  - Alejandro de Castro y Fernández de la Somera. Interino.
    - Del 4 al 27 de agosto de 1907.
    - Del 23 de junio al 4 de agosto de 1909.
- Eugenio Montero Villegas (31 de octubre de 1909-4 de enero de 1911)
  - Cristino Martos y Llobell. Interino.
    - Del 12 al 24 de agosto de 1910.
    - Del 30 de agosto al 10 de septiembre de 1910.
    - Del 23 al 27 de septiembre de 1910.

  - Alejandro de Castro y Fernández de la Somera. Interino del 24 al 30 de agosto de 1910.
- José María Zorita Díez (4 de enero de 1911-8 de julio de 1911)
- Natalio Rivas Santiago (10 de julio de 1911-18 de febrero de 1913)
  - Ángel Galarza Vidal. Interino.
    - Del 31 de julio al 20 de agosto de 1911.
    - Del 24 de noviembre al 15 de diciembre de 1911.
    - Del 3 al 27 de agosto de 1912.

  - Rafael Altamira y Crevea Interino.
    - Del 5 al 27 de abril de 1912.
    - Del 5 al 24 de septiembre de 1912.
- Angel Álvarez Mendoza (18 de febrero de 1913-21 de junio de 1913)
- Luis Armiñán Pérez (21 de junio de 1913-5 de julio de 1913
- Fernando Weyler Santacana (5 de julio de 1913-30 de octubre de 1913)
  - Ángel Galarza Vidal. Interino del 18 al 22 de octubre de 1913.
- Jorge Silvela y Loring (30 de octubre de 1913-15 de diciembre de 1915)
- Natalio Rivas Santiago (15 de diciembre de 1915-15 de junio de 1917)
  - Pedro Poggio y Alvarez. Interino.
    - Del 19 de agosto al 8 de octubre de 1915.
    - Del 9 al 31 de agosto de 1916.
    - Del 16 al 23 de septiembre de 1916.
- José Jorro Miranda (15 de junio de 1917-14 de noviembre de 1917)
  - Pedro Poggio y Alvarez. Interino del 8 al 28 de agosto de 1917.
- José Martínez Ruiz (14 de noviembre de 1917-27 de marzo de 1918)
- Natalio Rivas Santiago (27 de marzo de 1918-15 de octubre de 1918)
- Baldomero Argente del Castillo (15 de octubre de 1918-10 de diciembre de 1918)
- Fernando López Monís (10 de diciembre de 1918-18 de abril de 1919)
- José Martinez Ruiz (18 de abril de 1919-30 de julio de 1919)
- Eloy Bullón Fernández (30 de julio de 1919-6 de enero de 1920)
  - Pedro Poggio y Alvarez. Interino del 22 de agosto al 3 de septiembre de 1919.
- José Gascón y Marín (6 de enero de 1920-15 de mayo de 1920)
- Joaquín Caro y Arroyo (15 de mayo de 1920-25 de marzo de 1921)
  - Pedro Poggio y Alvarez. Interino.
    - Del 8 de agosto al 1 de septiembre de 1920.
    - Del 16 de septiembre al 3 de octubre de 1920.
- Juan José Romero Martínez (25 de marzo de 1921-19 de agosto de 1921)
  - Javier García de Leániz. Interino del 25 de junio de 1921 al 1 de julio de 1921.
- Pío Zabala y Lera (19 de agosto de 1921-5 de abril de 1922)
- Carlos Castel y González de Amezúa (5 de abril de 1922-12 de diciembre de 1922)
  - Javier García de Leániz. Interino.
    - Del 3 al 17 de agosto de 1922.
    - Del 27 de agosto al 19 de septiembre de 1922.
- Virgilio Anguita y Sánchez (12 de diciembre de 1922-20 de abril de 1923)
  - Fernando Weyler Santacana. Interino del 20 de abril al 6 de mayo de 1923.
- Javier García de Leániz (22 de diciembre de 1923-10 de diciembre de 1925)
- Manuel García Morente (6 de abril de 1930-24 de febrero de 1931)
- Antonio Mompeón (24 de febrero de 1931-17 de abril de 1931)
- Domingo Barnés Salinas (17 de abril de 1931-21 de junio de 1933)
- Santiago Pi y Suñer (21 de junio de 1933-13 de octubre de 1933)
- Cándido Bolívar Pieltáin (13 de octubre de 1933-23 de diciembre de 1933)
- Pedro Armasa Briales (23 de diciembre de 1933-18 de marzo de 1934)
- Ramón Prieto Bances (18 de marzo de 1934-4 de enero de 1935)
  - Victoriano Luca de la Cruz. Interino.
    - En agosto de 1934.
    - En octubre de 1934.
    - En noviembre de 1934.
- Mariano Cuber Sagols (4 de enero de 1935-9 de abril de 1935)
  - Rafael González-Cobos Interino en marzo de 1935.
- Román Riaza y Martínez-Osorio (9 de abril de 1935-11 de mayo de 1935)
- Mariano Cuber Sagols (11 de mayo de 1935-28 de septiembre de 1935)[18]
- Justo Villanueva Gómez (28 de septiembre de 1935-1 de noviembre de 1935)
- Teodoro Pascual Cordero (1 de noviembre de 1935-2 de enero de 1936)
- Gregorio Fraile Fernández (7 de enero de 1936-25 de febrero de 1936)
- Domingo Barnés Salinas (25 de febrero de 1936-15 de mayo de 1936)
- Emilio Baeza Medina (19 de mayo de 1936-10 de septiembre de 1936)
- Wenceslao Roces Suárez (10 de septiembre de 1936-10 de abril de 1938)

### Instrucción Pública
Dentro del Ministerio de Instrucción Pública y Sanidad:
- Juan Puig Elías (10 de abril de 1938-1 de abril de 1939)

### Educación Nacional
- Alfonso García Valdecasas (5 de febrero de 1938-11 de octubre de 1939)
- Jesús Rubio García-Mina (11 de octubre de 1939-29 de julio de 1951)
- Segismundo Royo-Villanova (29 de julio de 1951-23 de marzo de 1956)
- José Maldonado y Fernández del Torco (8 de junio de 1956-23 de julio de 1962)
- Luis Legaz Lacambra (23 de julio de 1962-20 de abril de 1968)

### Educación y Ciencia
- Alberto Monreal Luque (20 de abril de 1968-8 de noviembre de 1969)
- Ricardo Díez-Hochleitner (8 de noviembre de 1969-24 de junio de 1972)
- Rafael Mendizábal Allende (24 de junio de 1972-11 de enero de 1974)
- Federico Mayor Zaragoza (11 de enero de 1974-30 de diciembre de 1975)
- Manuel Olivencia Ruiz (30 de diciembre de 1975-26 de julio de 1976)
- Sebastián Martín-Retortillo Baquer (26 de julio de 1976-26 de julio de 1977)
- Antonio Fernández-Galiano Fernández (27 de julio de 1977-19 de diciembre de 1978)
- Miguel Ángel Sánchez-Terán Hernández (19 de diciembre de 1978-30 de abril de 1979)
- Antonio Lago Carballo (28 de julio de 1981-21 de diciembre de 1981)
- Antonio de Juan Abad (21 de diciembre de 1981-8 de diciembre de 1982)
- José Torreblanca Prieto (8 de diciembre de 1982-30 de septiembre de 1986)
- Joaquín Arango Vila-Belda (30 de septiembre de 1986-5 de septiembre de 1988)
- Javier Matía Prim (5 de septiembre de 1988-6 de abril de 1991)
- Enrique Guerrero Salom (6 de abril de 1991-4 de septiembre de 1993)
- Juan Ramón García Secades (4 de septiembre de 1993-8 de julio de 1995)
- Francisco Hernández Spinola (8 de julio de 1995-11 de mayo de 1996)
- Fernando Gurrea Casamayor (19 de abril de 2004-15 de abril de 2008)
- Mercedes López Revilla (16 de abril de 2008-17 de abril de 2009)

### Educación y Cultura
- Ignacio González González (11 de mayo de 1996-23 de enero de 1999)
- Ana María Pastor Julián (23 de enero de 1999-5 de febrero de 2000)

### Educación, Cultura y Deporte
- Mariano Zabía Lasala (6 de mayo de 2000-29 de noviembre de 2003)
- José Luis Cádiz Deleito (29 de noviembre de 2003-19 de abril de 2004)
- Fernando Benzo Sáinz (31 de diciembre de 2011-19 de noviembre de 2016)
- José Canal Muñoz (19 de noviembre de 2016-19 de junio de 2018)

### Educación
- Mercedes López Revilla (17 de abril de 2009-31 de diciembre de 2011)

### Educación y Formación Profesional
- Fernando Gurrea Casamayor (19 de junio de 2018-6 de abril de 2022)
- Liborio López García (6 de abril de 2022-20 de diciembre de 2023)[19]

### Educación, Formación Profesional y Deportes
- Santiago Antonio Roura Gómez (20 de diciembre de 2023-presente)[20]